# 인계면
인계면(仁溪面)은 대한민국 전북특별자치도 순창군의 면이다.

## 개요
인계면은 우리면은 순창군의 북쪽 중간부에 위치하고 있으며, 임실군이 인접하고 있는 지역으로 순창군의 관문이다.

## 행정 구역
- 가성리
- 갑동리
- 노동리
- 도룡리
- 마흘리
- 세룡리
- 심초리
- 쌍암리
- 중산리
- 지산리
- 탑리